# Aelurillus gershomi
Aelurillus gershomi là một loài nhện trong họ Salticidae.
Loài này thuộc chi Aelurillus. Aelurillus gershomi được Jerzy Prószyński miêu tả năm 2000.